# 게르마니쿠스

게르마니쿠스(Germanicus, 기원전 15년 5월 24일 ~ 기원후 19년 10월 10일)는 로마의 고대 장군이다. 아버지 네로 클라우디우스 드루수스, 어머니 안토니아의 아들이다.
아버지 드루수스는 유능한 군인으로 게르마니아와 다뉴브강 유역에서 게르만인을 잘 막아냈지만 마르코만니족과의 싸움 때 낙마하고 기원전 9년 29세의 나이로 사망했다. 이름 '게르마니쿠스'는 "게르마니아를 정복하게 하는 자"를 의미하면서 아버지의 위업에 대한 칭호이며 아버지의 칭호를 개인명(Praenomen)으로서 계승했다.